# Chu Mẫn Hãn
Chu Mẫn Hãn (tiếng Anh: Brian Chu Man Hon, sinh ngày 23 tháng 5 năm 1992), là nam diễn viên Hồng Kông, hiện là nam nghệ sĩ có hợp đồng quản lý với TVB .

## Sơ yếu lý lịch
Chu Mẫn Hãn là con lai Âu - Á, lúc 5 tuổi anh giành chiến thắng trong một cuộc thi dành cho trẻ em nên có cơ hội quay quảng cáo và biểu diễn.
Anh học tại trường trung học Tuyên Đạo Hội Trịnh Vinh Chi và là bạn cùng lớp với nghệ sĩ Hồ Tử Đồng. Sau khi tốt nghiệp trung học, anh theo học lớp đào tạo của TVB và thường đóng vai em trai hoặc phiên bản thiếu niên của các nhân vật chính trong các bộ phim truyền hình. Năm 2009, anh tốt nghiệp lớp đào tạo diễn xuất TVB khóa 24.
Anh trở nên quen mặt với công chúng sau khi đóng phim Tại sao sếp là thầy, vai "K4"; và Cự luân, đóng vai thời thiếu niên của Kiều Thiên Sinh (Trần Triển Bằng). Anh cũng từng được chuyển sang làm người dẫn chương trình Rảnh rỗi ở đô thị. Vì thường đóng vai em trai của các nhân vật chính trong nhiều năm nên anh có biệt danh "Ngự dụng tế lão" (Em trai chuyên dụng). Trong những năm gần đây, anh là diễn viên quen thuộc của giám chế Trần Diệu Toàn.
Năm 2020, vai Lục Thu - võ sĩ kim bài của xã đoàn trong phim Quái kiệt siêu hạng có vẻ ngoài thô ráp khác hẳn với những nhân vật hiền lành thư sinh trước đây của anh nên đã gây được chú ý. Cũng nhờ bộ phim này mà đoạt giải "Nam diễn viên tiến bộ vượt bậc" và cùng Vương Hạo Tín, Trương Chấn Lãng đoạt giải "Nhóm bạn diễn được yêu thích nhất" trong Lễ trao giải thường niên TVB ở Hong Kong 2020. Năm 2021, anh đoạt giải "Nam diễn viên phụ xuất sắc nhất" bằng vai diễn Phác Bảo Kiếm - luật sư lai Hàn trong phim Hoán đổi chân tướng.

## Đời sống tình cảm
Chu Mẫn Hãn từng qua lại với Tưởng Gia Mân, tháng 7/2014 tuyên bố hai người đã chia tay được vài tháng. Năm 2018, Chu Mẫn Hãn và nữ diễn viên TVB Dư Tư Đình cùng quay phim Ngày tốt lành rồi bắt đầu thân thiết và hẹn hò với nhau, nhưng mối quan hệ của họ tới tháng 5/2019 mới được công khai.

## Tác phẩm đã tham gia

### Phim truyền hình (TVB)
| Phát sóng | Tên tiếng Việt                            | Tên tiếng Anh                  | Tên tiếng Hoa                                                       | Vai diễn                                                                   |
| --------- | ----------------------------------------- | ------------------------------ | ------------------------------------------------------------------- | -------------------------------------------------------------------------- |
| 2010      | Văn phòng bác sĩ                          | Show Me the Happy              | 依家有喜 (Y gia hữu hỉ)                                             | Nhân viên Bác sĩ Giả (tập 13)                                              |
| 2011      | Những chuyện tình lãng mạn                | Dropping By Cloud Nine         | 你們我們他們 (Nhĩ môn ngã môn tha môn)                              | Thành viên lớp thi ca (tập 2) Harry (tập 8) Thành viên nhóm rể phụ (tập 9) |
| 2011      | Ván bài gia nghiệp                        | The Rippling Blossom           | 魚躍在花見 (Ngư dược tại hoa kiến)                                  | Bệnh nhân                                                                  |
| 2011      | Nữ quyền Bảo Chi Lâm                      | Grace Under Fire               | 女拳 (Nữ quyền)                                                     | Bệnh nhân phong cùi (tập 12)                                               |
| 2011      | Bếp lửa gia đình                          | Be Home for Dinner             | 誰家灶頭無煙火 (Thuỳ gia táo đầu vô yên hoả)                        | Người ứng tuyển (tập 4)                                                    |
| 2011      | Di chiếu công triều                       | Relic of an Emissary           | 洪武三十二 (Hồng Võ tam thập nhị)                                   | Chu Đệ (thiếu niên)                                                        |
| 2011      | Tại sao sếp là thầy / Trường học mật cảnh | Yes, Sir. Sorry, Sir!          | 點解阿Sir係阿Sir (Điểm giải A Sir hệ A Sir)                         | Mạc Trạch Cơ (Trạch Nam)                                                   |
| 2011      | Thế giới của Hoa gia tỷ                   | My Sister Of Eternal Flower    | 花花世界花家姐 (Hoa hoa thế giới Hoa gia tỷ)                        | Quản lý (tập 4)                                                            |
| 2011      | Toà án lương tâm 1                        | Ghetto Justice                 | 怒火街頭 (Nộ hoả nhai đầu 1)                                        | Cảnh sát hình sự (CID)                                                     |
| 2011      | Chân tướng                                | The Other Truth                | 真相 (Chân tướng)                                                   | Hà Vỹ Thông                                                                |
| 2011      | Tiềm hành truy kích                       | Lives of Omission              | 潜行狙擊 (Tiềm hành thư kích)                                       | Xã hội đen                                                                 |
| 2011      | Cuộc hẹn tử thần                          | Men with No Shadows            | 不速之約 (Bất tốc chi ước)                                          | Nhân viên hãng dược Bệnh nhân                                              |
| 2011      | Bằng chứng thép III                       | Forensic Heroes III            | 法證先鋒III (Pháp chứng tiên phong III)                             | Du Tuấn Kiệt                                                               |
| 2012      | Nam nữ dọn nhà                            | L'Escargot                     | 缺宅男女 (Khuyết trạch nam nữ)                                      | Chương Nhân Bỉnh (tập 12, 22, 25)                                          |
| 2012      | Sứ mệnh 36 giờ 1                          | The Hippocratic Crush          | On Call 36小時 (On Call 36 tiểu thì 1)                              | Trương Nhất Kiện (thiếu niên)                                              |
| 2012      | Người cha tuyệt vời                       | Daddy Good Deeds               | 當旺爸爸 (Đương vượng ba ba)                                        | Chiêm Diệu Ân (tập 10)                                                     |
| 2012      | Quyền vương                               | Gloves Come Off                | 拳王 (Quyền vương)                                                  | Thanh niên (tập 1)                                                         |
| 2012      | Diệu vũ Trường An                         | House of Harmony and Vengeance | 耀舞長安 (Diệu vũ Trường An)                                        | Chồng của Đơn Nhãn Phượng (tập 2)                                          |
| 2012      | Con đường mưu sinh                        | No Good Either Way             | 衝呀！瘦薪兵團 (Xung nha! Sấu tân binh đoàn)                        | Trương Tuấn Phong                                                          |
| 2012      | Tâm chiến                                 | Master of Play                 | 心戰 (Tâm chiến)                                                    | Quản lý (tập 18)                                                           |
| 2012      | Đội Phi Hổ                                | Tiger Cubs                     | 飛虎 (Phi Hổ)                                                       | Nhân viên văn thư Đội Phi Hổ                                               |
| 2012      | Bảo vệ nhân chứng                         | Witness Insecurity             | 護花危情 (Hộ hoa nguy tình)                                         | Lý Văn Kiệt                                                                |
| 2012      | Trở về thời Tam Quốc                      | Three Kingdoms RPG             | 回到三國 (Hồi đáo Tam Quốc)                                         | Game thủ (tập 1)                                                           |
| 2012      | Toà án lương tâm II                       | Ghetto Justice II              | 怒火街頭2 (Nộ hoả nhai đầu 2)                                       | Cảnh sát hình sự (CID)                                                     |
| 2012      | Nấc thang tình yêu                        | The Last Steep Ascent          | 天梯 (Thiên thê)                                                    | Nhân viên tiệm                                                             |
| 2012      | Vòng quay hạnh phúc                       | Missing You                    | 幸福摩天輪 (Hạnh phúc ma thiên luân)                                | Khang Như Bách                                                             |
| 2012      | Pháp võng truy kích                       | Friendly Fire                  | 法網狙擊 (Pháp võng thư kích)                                       | Đồng đảng                                                                  |
| 2013      | Mái ấm gia đình 1                         | Come Home Love                 | 愛·回家 (第一輯) (Ái hồi gia 1)                                     | Hoan Hoan (tập 289)                                                        |
| 2013      | Mùa tình yêu                              | Season of Love                 | 戀愛季節 (Luyến ái quý tiết)                                        | Giang Hạo Lâm (thời trẻ)                                                   |
| 2013      | Nữ cảnh tác chiến                         | Sergeant Tabloid               | 女警愛作戰 (Nữ cảnh ái tác chiến)                                   | Công tử nhà giàu                                                           |
| 2013      | Giải mã nhân tâm II                       | A Great Way to Care II         | 仁心解碼II (Nhân tâm giải mã II)                                    | Con trai của Âu Phụng Liên (tập 23)                                        |
| 2013      | Bãi biển tình yêu                         | Slow Boat Home                 | 情越海岸線 (Tình việt hải ngạn tuyến)                               | Á Hổ                                                                       |
| 2013      | Hoán đổi nhân tâm                         | A Change of Heart              | 好心作怪 (Hảo tâm tác quái)                                         | Âu Ngạn Quyền                                                              |
| 2013      | Quý ông thời đại                          | Awfully Lawful                 | 熟男有惑 (Thục nam hữu hoặc)                                        | Mã Đại Tụng (thời trẻ)                                                     |
| 2013      | Bao la vùng trời II                       | Triumph in the Skies II        | 衝上雲霄II (Xung thượng vân tiêu II)                                | Bruno                                                                      |
| 2013      | Cự luân                                   | Brother's Keeper               | 巨輪 (Cự luân)                                                      | Kiều Thiên Sinh (thiếu niên)                                               |
| 2014      | Người kế nghiệp                           | Storm in a Cocoon              | 守業者 (Thủ nghiệp giả)                                             | Vỹ                                                                         |
| 2014      | Nội gián ATF                              | Ruse of Engagement             | 叛逃 (Bạn đào)                                                      | Sam                                                                        |
| 2014      | Ngàn lời yêu thương                       | Swipe Tap Love                 | 愛我請留言 (Ái ngã thỉnh lưu ngôn)                                  | Vỹ                                                                         |
| 2014      | Sắc thái cuộc đời                         | Shades of Life                 | 我們的天空 (Ngã môn đích thiên không)                               | Trịnh Chí Hào (tập 6)                                                      |
| 2014      | Rào cản tình yêu                          | Rear Mirror                    | 載得有情人 (Tái đắc hữu tình nhân)                                  | Andy                                                                       |
| 2014      | Tái chiến minh thiên                      | Tomorrow Is Another Day        | 再战明天 (Tái chiến minh thiên)                                     | Văn Thượng Thăng (thời trẻ)                                                |
| 2015      | Triều bái võ đang                         | Wudang Rules                   | 潮拜武當 (Trào bái võ đang)                                         | Công tử nhà giàu (tập 7)                                                   |
| 2015      | Nô lệ nhà ở                               | Brick Slaves                   | 樓奴 (Lâu nô)                                                       | Quang bự con                                                               |
| 2015      | Bước cùng em                              | Every Step You Take            | 陪著你走 (Bồi trứ nhĩ tẩu)                                          | Bernard                                                                    |
| 2015      | Thiên sứ tập sự                           | Angel In-the-Making            | 實習天使 (Thực tập thiên sứ)                                        | Lỗ Thanh                                                                   |
| 2016      | Cuộc chiến thời trang                     | Fashion War                    | 潮流教主 (Trào lưu giáo chủ)                                        | Tô Trọng Hành (Ryan)                                                       |
| 2016      | Định mệnh                                 | Presumed Accidents             | 純熟意外 (Thuần thục ý ngoại)                                       | Hồng Triệu Hằng (Sherlock)                                                 |
| 2016      | Tình yêu và ngã rẽ                        | Between Love & Desire          | 完美叛侶 (Hoàn mỹ bạn lữ)                                           | Ngao Bách Hoằng (Fred)                                                     |
| 2016      | Điệp huyết trường thiên                   | No Reserve                     | 巾幗梟雄之諜血長天 (Cân quắc kiêu hùng chi Điệp huyết trường thiên) | Ái Tân Giác La Phổ Nghi                                                    |
| 2017      | Tình thương của mẹ hổ                     | Tiger Mom Blues                | 親親我好媽 (Thân thân ngã hảo ma)                                   | Nghiêm Hạ (thời trẻ)                                                       |
| 2017      | Mẹ vợ rực rỡ                              | The Tofu War                   | 燦爛的外母 (Xán lạn đích ngoại mẫu)                                 | Vương Triệu Hiền (Stanley)                                                 |
| 2017      | Những kẻ ba hoa                           | My Ages Apart                  | 誇世代 (Khoa thế đại)                                               | Quảng Cảng Sinh (thời trẻ - tập 9)                                         |
| 2017      | Sóng gió gia tộc 3                        | Heart and Greed                | 溏心風暴3 (Đường tâm phong bạo 3)                                   | Lucas                                                                      |
| 2018      | Đặc kỹ nhân                               | The Stunt                      | 特技人 (Đặc kỹ nhân)                                                | Nghiêm Thừa Trạch (Matthew)                                                |
| 2018      | Thưa ngài thẩm phán                       | OMG, Your Honour               | 是咁的，法官閣下 (Thị cam đích, pháp quan các hạ)                   | Kiệt                                                                       |
| 2019      | Ngày tốt lành                             | As Time Goes By                | 好日子 (Hảo nhật tử)                                                | Tề Thụ Giai (Kyle)                                                         |
| 2020      | Bằng chứng thép IV                        | Forensic Heroes IV             | 法證先鋒IV (Pháp chứng tiên phong IV)                               | Phan Văn Lượng                                                             |
| 2020      | Đặc cảnh sân bay                          | Airport Strikers               | 機場特警 (Cơ trường đặc cảnh)                                       | Ổ Quán Thông (Ô Sir Sir)                                                   |
| 2020      | Mê võng                                   | On-Lie Game                    | 迷網 (Mê võng)                                                      | Cao Tuấn Kiệt (Eric)                                                       |
| 2020      | Quái kiệt siêu hạng                       | Al Cappuccino                  | 反黑路人甲 (Phản hắc lộ nhân giáp)                                  | Lục Thu                                                                    |
| 2020      | Đặc công C9                               | Go! Go! Go! Operation C9       | C9特工 (C9 đặc công)                                                | Cao Đại Kiều (DQ)                                                          |
| 2020      | Bước qua ranh giới II                     | Legal Mavericks II             | 踩過界II (Thải quá giới II)                                         | Zaw Mannai (A Toa)                                                         |
| 2021      | Hoán đổi chân tướng                       | Take Two                       | 換命真相 (Hoán mệnh chân tướng)                                     | Phác Bảo Kiếm                                                              |
| 2021      | Quyền vương 2021                          | The Ringmaster                 | 拳王 (Quyền vương)                                                  | Thạch Tử Thông                                                             |
| 2021      | Thanh xuân trong tôi                      | Forever Young At Heart         | 青春本我 (Thanh xuân bổn ngã)                                       | Từ Tịch                                                                    |
| 2022      | Niềm kiêu hãnh của tôi                    | My Pride                       | 我的驕傲 (Ngã đích kiêu ngạo)                                       | Diệp Gia Lương                                                             |
| 2022      | Điện hạ lưu manh (tạm dịch)               | Your Highness                  | 痞子殿下 (Bĩ tử điện hạ)                                            | Cừu Thiên Đao                                                              |
| Đang quay | Khinh công (tạm dịch)                     | Go with the Float              | 輕·功 (Khinh - công)                                                | Hồng Dực Phong                                                             |
| Đang quay |                                           | Speakers of Law                | 法言人 (Pháp ngôn nhân)                                             | (khách mời)                                                                |

### MV
- 第一天失戀 / Ngày đầu tiên thất tình của Ngô Nhược Hy
- Little Something của Lâm Hân Đồng
- 謝謝你傷過我 / Cảm ơn anh từng tổn thương em của Giản Thục Nhi
- 靈魂伴侶 / Người bạn tâm giao của Diêu Trác Phi

## Chương trình tổng hợp

### TVB
| Năm phát sóng | Tên chương trình (tên gốc)                                   | Tên chương trình (tạm dịch)                           | Chú thích                                                      |
| ------------- | ------------------------------------------------------------ | ----------------------------------------------------- | -------------------------------------------------------------- |
| 2011          | 詭異檔案                                                     | Hồ sơ quỷ dị                                          | Khách mời                                                      |
| 2011          | 巨聲工房 / The Session                                       | Xưởng giọng hay                                       | Khách mời (tập 218)                                            |
| 2011          | 今日VIP / The Green Room                                     | VIP hôm nay                                           | Khách mời (ngày 23/5)                                          |
| 2011          | 兄弟幫 / Big Boys Club                                       | Hội anh em                                            | Khách mời (tập 335, 336)                                       |
| 2011          | 姊妹淘2 / All Things Girl                                    | Chuyện chị em                                         | Khách mời (tập 6)                                              |
| 2011          | 歡樂滿東華 / Tung Wah Charity Show                           | Hoan lạc mãn Đông Hoa                                 | Khách mời biểu diễn                                            |
| 2011          | 福祿壽大假光臨 / Acts of Gods                                | Phúc Lộc Thọ kỳ nghỉ đã tới                           | Khách mời (tập 2)                                              |
| 2014          | 瘋狂夏水禮 / Summer Splash                                   | Lễ nghịch nước điên cuồng                             | Thành viên đội Phong Cuồng (tập 6-10)                          |
| 2015-2017     | 都市閒情 / Pleasure & Leisure                                | Rảnh rỗi ở đô thị                                     | Dẫn chương trình                                               |
| 2016          | Sunday好戲王 / Sunday Stage Fight                            | Vua diễn xuất Chủ Nhật                                | Khách mời (tập 23)                                             |
| 2017          | 萬眾同心公益金 / Community Chest Charity Show                | Quỹ công ích vạn chúng đồng tâm                       | Khách mời                                                      |
| 2018          | 都市閒情之安齡初一冇時停                                     | Rảnh rỗi ở đô thị: An linh mùng 1 không lúc nào ngưng | Khách mời                                                      |
| 2018          | TVB 50+1再出發節目巡禮2019 / TVB Sales Presentation 2019     | Triển lãm phim và tiết mục TVB 2019                   | Tham gia giới thiệu                                            |
| 2018          | 萬千星輝賀台慶 / TVB Anniversary Gala Show                   | Lễ khánh đài TVB 2018                                 | Nghệ sĩ tham gia                                               |
| 2020          | 流行經典50年 / Cantopop At 50                                | Kiệt tác nổi tiếng 50 năm                             | Khách mời (tập 11, 27)                                         |
| 2020          | 萬眾同心公益金 / Community Chest Charity Show                | Quỹ công ích vạn chúng đồng tâm                       | Khách mời                                                      |
| 2020          | 萬千星輝賀台慶 / TVB Anniversary Gala Show                   | Lễ khánh đài TVB 2020                                 | Nghệ sĩ biểu diễn                                              |
| 2020          | 萬千星輝頒獎典禮2020 / TVB Anniversary Awards 2020           | Lễ trao giải TVB tại Hong Kong 2020                   | Nghệ sĩ tham gia                                               |
| 2021          | 天天開運王 / Fortune Show                                    | Vua khai vận mỗi ngày                                 | Khách mời (tập 16)                                             |
| 2021          | 師父有請 / Master's Talk                                     | Sư phụ có lời mời                                     | Khách mời (tập 6)                                              |
| 2021          | 解構心機女 / Wily HK                                         | Phân tích tâm tư con gái                              | Khách mời (tập 5, 7)                                           |
| 2021          | SUPER FIVE                                                   | Bộ ngũ siêu đẳng                                      | Chủ trì                                                        |
| 2021          | 好聲好戲 / Dub of War                                        | Giọng hay diễn hay                                    | Học viên dự thính (tập 7-12)                                   |
| 2021          | 你又估我唔到 / Neighborhood Treasures 9                      | Bạn lại không đoán nổi tôi                            | Khách mời (tập 6)                                              |
| 2021          | 童你一起長大了 / Grow Grow Grow With You                     | Đã cùng bạn trưởng thành                              | Khách mời (tập 3)                                              |
| 2021          | 思家大戰 / Family Feud                                       | Tư gia đại chiến                                      | Khách mời (tập 10)                                             |
| 2021          | 萬千星輝賀台慶 / TVB Anniversary Gala Show                   | Lễ khánh đài TVB 2021                                 | Nghệ sĩ biểu diễn                                              |
| 2021          | 麻雀鬥室三決一 / Mahjong Marvels                             | Phòng đấu mạt chược 3 đấu 1                           | Khách mời (tập 3, 4)                                           |
| 2021          | 歡樂滿東華 / Tung Wah Charity Gala                           | Hoan lạc mãn Đông Hoa                                 | Khách mời biểu diễn                                            |
| 2021          | 讀心專家 / Mind Games                                        | Chuyên gia đọc suy nghĩ                               | Khách mời (tập 9)                                              |
| 2021          | 萬千星輝頒獎典禮2021 / TVB Anniversary Awards 2021           | Lễ trao giải TVB tại Hong Kong 2021                   | Nghệ sĩ tham gia                                               |
| 2022          | 新春開運王 / Feng Shui For The New Year                      | Vua khai vận năm mới                                  | Khách mời (tập 4)                                              |
| 2022          | 開心無敵獎門人                                               | Khai tâm vô địch Tưởng Môn Nhân                       | Khách mời (tập 1)                                              |
| Không cố định | Kênh Youtube "超合金巴打 Brovo"                              | Anh em siêu hợp kim                                   | 1 trong 3 người chủ kênh (cùng với La Thiên Vũ và Lý Hưng Hoa) |
| Không cố định | Kênh Youtube "余思霆 思家霆園" của Dư Tư Đình                | Tư gia Đình viên                                      | Khách mời thường xuất hiện                                     |
| Không cố định | Kênh Youtube "威武WHEREWOLF" chuyên về trò chơi ma sói       | Uy Vũ Wherewolf                                       | Người chơi thường xuyên                                        |
| Không cố định | Kênh Youtube "The King Overseas Real Estate" về bất động sản | Bất động sản hải ngoại Kỳ Vương                       | Khách mời thường xuất hiện                                     |

### Radio
| Năm phát sóng | Tên đài                 | Tên chương trình                               | Ghi chú                           |
| ------------- | ----------------------- | ---------------------------------------------- | --------------------------------- |
| 2020          | 新城知訊台 (Metro Info) | Bilibala 開大喇叭 (Bô lô ba la mở cái loa lớn) | Khách mời (cùng Trương Chấn Lãng) |
| 2021          | 雷霆881 (Lôi Đình 881)  | 1圈圈 (Từng cái vòng)                          | Khách mời                         |
| 2021          | 雷霆881 (Lôi Đình 881)  | 1圈圈：周末版 (Từng cái vòng: Bản cuối tuần)   | Khách mời                         |

## Quảng cáo và trailer
- Bút nguyên tử Pilot Hi-tec C
- Sony Cyber-shot T700, T77
- Bánh kem Garden
- Thẻ Octopus @McDonald tích điểm thưởng
- Chuỗi cửa hàng sản phẩm sức khoẻ và sắc đẹp Watsons
- Tâm linh tương thông - vấn đề khó khăn thử thách người đang yêu
- Đại hung triệu (Harbingers of Doom)

## Giải thưởng
Giải Hoàng tử Tuấn tú nhất trong cuộc thi Mộng Huyễn Vương Quốc chi Tiên Lý Kỳ Duyên Lữ Trình (1997)

### Lễ trao giải TVB ở Malaysia
| Năm  | Giải thưởng                                            | Phim / Tác phẩm                                    | Vai diễn                                      | Kết quả |
| 2016 | Nam diễn viên TVB tiến bộ vượt bậc được yêu thích nhất | Cuộc chiến thời trang Định mệnh Tình yêu và ngã rẽ | Tô Trọng Hành Hồng Triệu Hằng Ngao Bách Hoằng | Đề cử   |

### Lễ trao giải TVB thường niên ở Hong Kong
| Năm  | Giải thưởng                           | Phim / Tác phẩm                                  | Vai diễn                          | Kết quả                                                     |
| 2020 | Nam diễn viên tiến bộ vượt bậc        | Đặc cảnh sân bay Quái kiệt siêu hạng Đặc công C9 | Ổ Quán Thông Lục Thu Cao Đại Kiều | Đoạt giải                                                   |
| 2020 | Nam diễn viên phụ xuất sắc nhất       | Quái kiệt siêu hạng                              | Lục Thu                           | Đề cử                                                       |
| 2020 | Nam nhân vật được yêu thích nhất      | Quái kiệt siêu hạng                              | Lục Thu                           | Đề cử                                                       |
| 2020 | Đôi/nhóm bạn diễn được yêu thích nhất | Quái kiệt siêu hạng                              | Lục Thu                           | Đoạt giải (được đề cử cùng Vương Hạo Tín, Trương Chấn Lãng) |
| 2021 | Nam nhân vật được yêu thích nhất      | Hoán đổi chân tướng                              | Phác Bảo Kiếm                     | Đề cử                                                       |
| 2021 | Nam diễn viên phụ xuất sắc nhất       | Hoán đổi chân tướng                              | Phác Bảo Kiếm                     | Đoạt giải                                                   |
| 2021 | Đôi/nhóm bạn diễn được yêu thích nhất | Hoán đổi chân tướng                              | Phác Bảo Kiếm                     | Đề cử (được đề cử cùng Đàm Tuấn Ngạn)                       |

### Lễ trao giải truyền hình trong dân gian của khán giả
| Năm  | Giải thưởng                                   | Phim / Tác phẩm     | Vai diễn       | Kết quả        |
| 2021 | Nam diễn viên phụ xuất sắc nhất được dân chọn | Quyền vương         | Thạch Tử Thông | Đề cử          |
| 2021 | Nam diễn viên phụ xuất sắc nhất được dân chọn | Hoán đổi chân tướng | Phác Bảo Kiếm  | Đề cử (top 10) |